# Micheline (Eisenbahn)

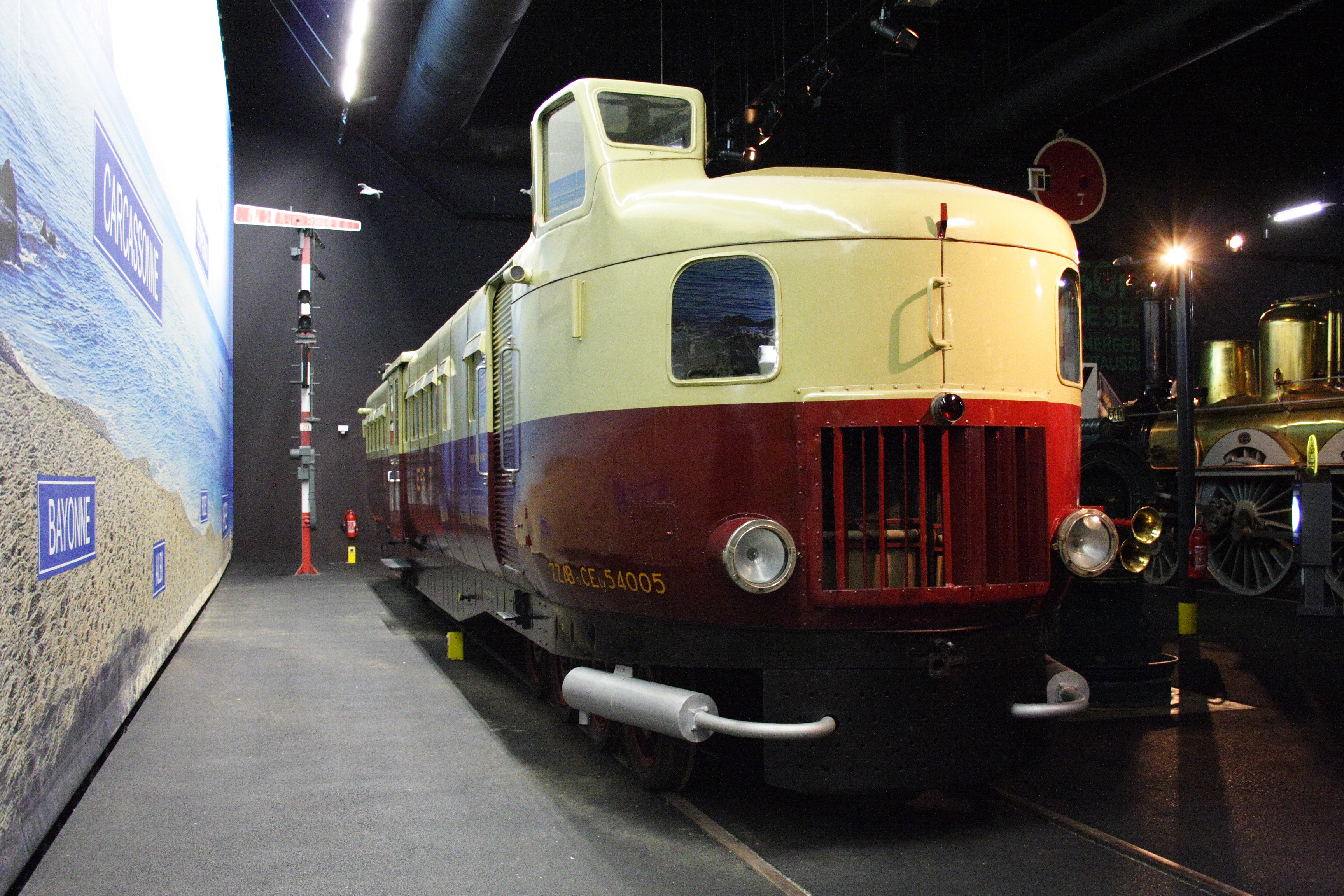
Micheline Typ 22 im Eisenbahnmuseum Mülhausen (Cité du Train)

Eine Micheline ist ein Schienenbus respektive Leichttriebwagen oder Leichttriebzug, bei dem die Räder mit Luftreifen ausgestattet sind. Diese Bauweise wurde in den 1930er Jahren von Michelin entwickelt. Der Name Micheline wurde in der Folge in Frankreich auch oft für Dieseltriebwagen im Allgemeinen verwendet.
In Paris werden heute noch U-Bahnen mit Luftbereifung eingesetzt. Die starke Haftung des Reifens auf der Schiene ermöglichte schnelle Beschleunigungs- und Bremsvorgänge, was insbesondere beim innerstädtischen Verkehr mit häufigen Stopps vorteilhaft ist. Der Komfort ist durch die zusätzliche Federung höher, bietet aber nur geringe Zuladung und daher kleinere Fahrgastkapazität. Auch wurden bis zu 20 Reifen pro Jahr und Wagen verschlissen und anders als eisenbereifte Fahrzeuge waren Pannen durch Beschädigungen der Reifen häufig.

## Gummirad

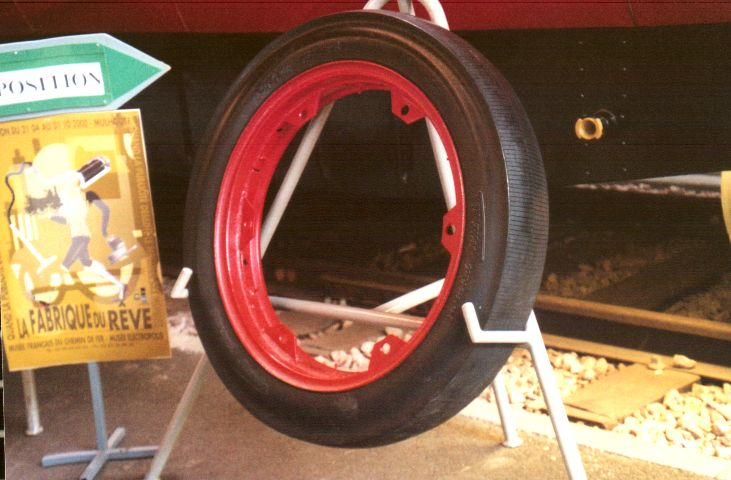
Spezieller Luftreifen für Micheline-Triebwagen

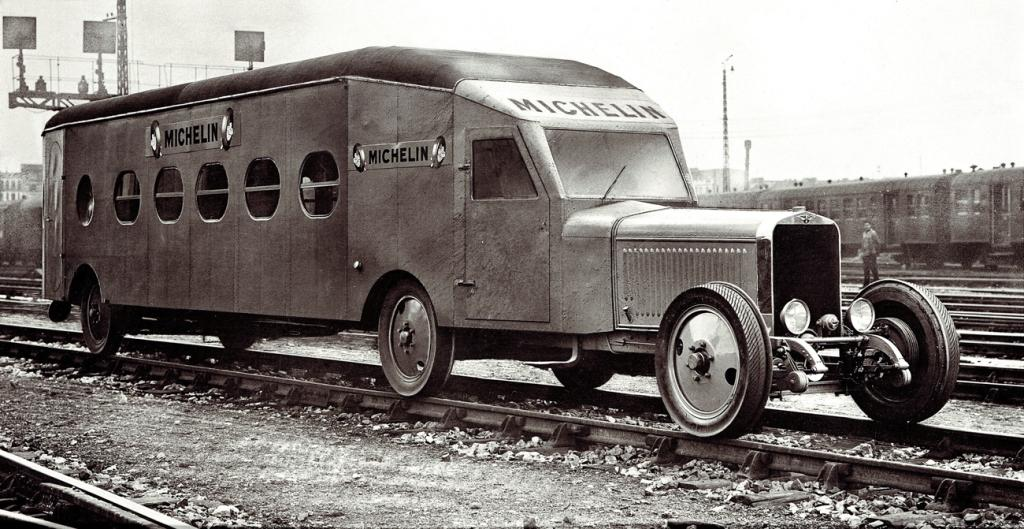
Typ 5, Rekordfahrzeug von 1931

André Michelin wollte den Reisekomfort verbessern und mehr Luftreifen verkaufen. Es musste ein Rad entwickelt werden, das auf dem schmalen Schienenkopf rollen und das Fahrzeuggewicht tragen konnte sowie in der Lage war, Weichen zu durchlaufen. Die erste Version wurde 1929 patentiert, und in der Folge wurde das Rad mit einer widerstandsfähigeren Metallkarkasse gebaut. Die Spurführung auf der Schiene erfolgt durch einen aus der Felge ausgeformten Spurkranz. Außerdem mussten die Wagenkästen leicht sein. Sie bestanden aus Duraluminium, und für ihren Bau wurden Konstruktionsverfahren aus der Luftfahrttechnik eingesetzt. Der erste Prototyp wurde 1931 den Bahngesellschaften vorgestellt.
Um diese Erfindung zu bewerben, organisierte Marcel Michelin, Sohn von André Michelin, am 10. September 1931 eine Rekordfahrt. Der Prototyp Michelin Nummer 5 fuhr von Paris Saint-Lazare nach Deauville und wieder zurück. Auf der Rückfahrt legte das Fahrzeug die 219,2 Kilometer zwischen den Bahnhöfen in zwei Stunden und drei Minuten zurück, was einer Durchschnittsgeschwindigkeit von 107 km/h entspricht; damit wurde deren Einsatzfähigkeit unterstrichen. In der Folge entstanden bei Michelin zahlreiche Fahrzeuge dieser Bauart.
Michelin lieferte auch die Reifen zu drei Trains sur Pneu für den Fernverkehr. Von Dampflokomotiven gezogene Schnellzüge mit je sechs pneubereiften Reisezugwagen verkehrten zwischen 1949 und 1956 auf den Strecken von Paris nach Straßburg und Basel.

## Einsatz

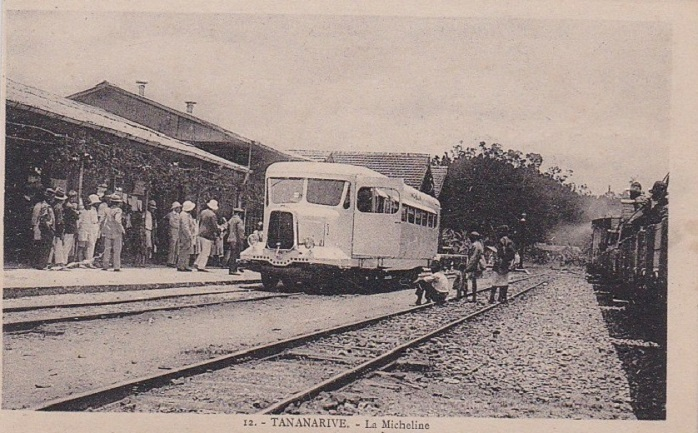
Micheline in Tananarive

Die von Michelin gebauten Triebwagen waren für viele Jahre auf dem Netz der französischen Eisenbahnen vor und auch noch nach Gründung der SNCF im Einsatz. Für die Schmalspur wurden Micheline-Triebwagen auch in den französischen Kolonien in Afrika, in Indochina und auf Madagaskar adaptiert. Dort legten im Jahre 1937 Micheline-Triebwagen die 369 Kilometer lange Strecke Tamatave-Tananarive in neun Stunden zurück, was einer Reisegeschwindigkeit von 44 km/h entspricht, und die Pneus hielten 20.000 km.
Zwei Exemplare existieren in Madagaskar, wo damit noch Tourismusverkehr betrieben wird. Ein Exemplar ist im Eisenbahnmuseum Mulhouse ausgestellt.
Die Budd Company baute 1932/1933 drei Fahrzeuge, die ebenfalls nach dem System Michelin funktionierten. Die Fahrzeuge besaßen durch Goodyear in Lizenz gefertigte Reifen, bewährten sich jedoch nicht und wurden innerhalb kurzer Zeit wieder ausgemustert oder umgebaut.
In Österreich baute zur selben Zeit die Firma Austro-Daimler in Kooperation mit Semperit ebenfalls mit Luftreifen ausgerüstete Triebwagen, im Gegensatz zu den Michelines liefen die Luftreifen jedoch nicht direkt auf den Gleisen, sondern in eigenen Führungstrommeln aus Metall, was die oben angeführten Vorteile bis zu einem gewissen Grad wieder egalisierte.

## Bilder

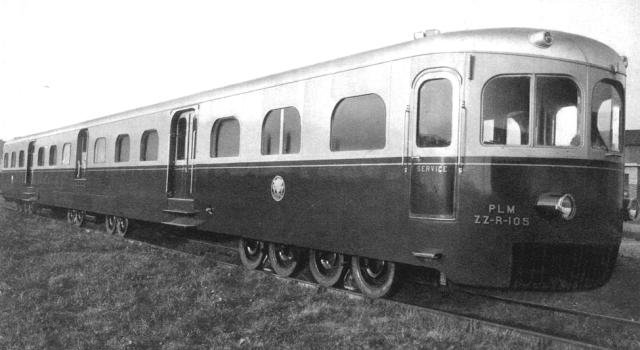
Typ 23 der P.L.M.
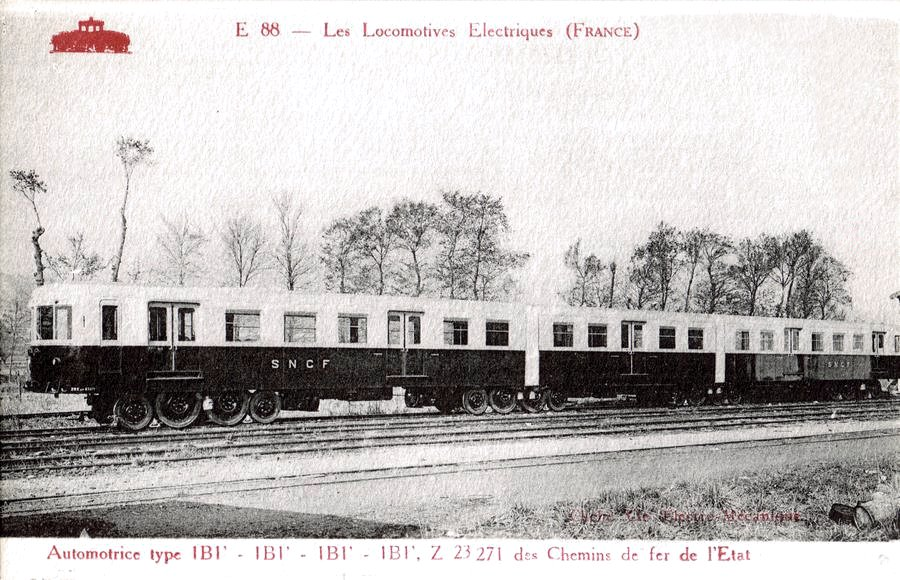
Elektrischer Typ 136 der SNCF (vormals ETAT) im westlichen Pariser Vorortverkehr, um 1939
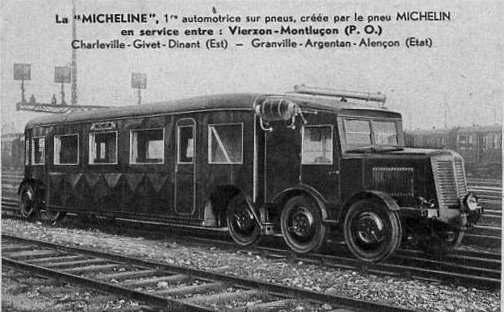
Typ 11 der P.O. aus dem Jahr 1932
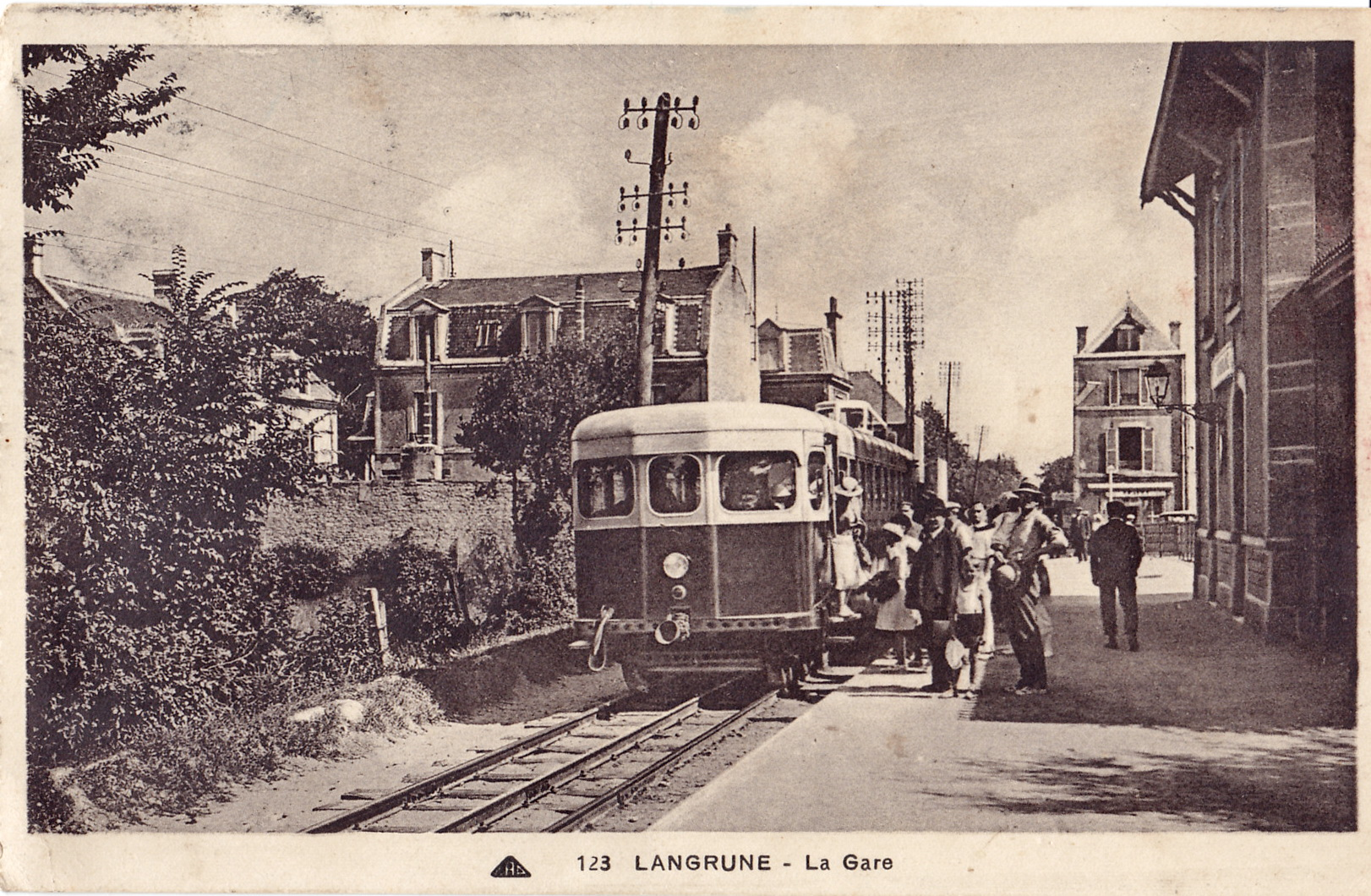
Micheline in Langrune-sur-Mer
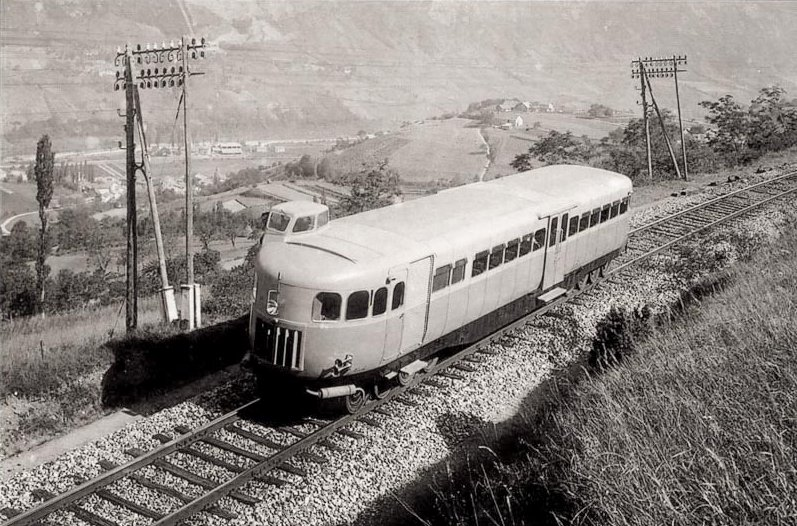
Micheline Typ 22, 1934